# PWS-35 Ogar
PWS-35 Ogar (Ohař) byl polský jednomotorový dvoumístný cvičný a sportovní letoun, který navrhli Kazimierz Nowicki, Marian Piątka a Michał Rosnowski ze Lvovské polytechniky v tehdejším Polsku. Letoun vyrobila ve dvou exemplářích společnost PWS (Podlaska Wytwórnia Samolotów, Podlaská továrna na letadla) z Biale Podlasky.

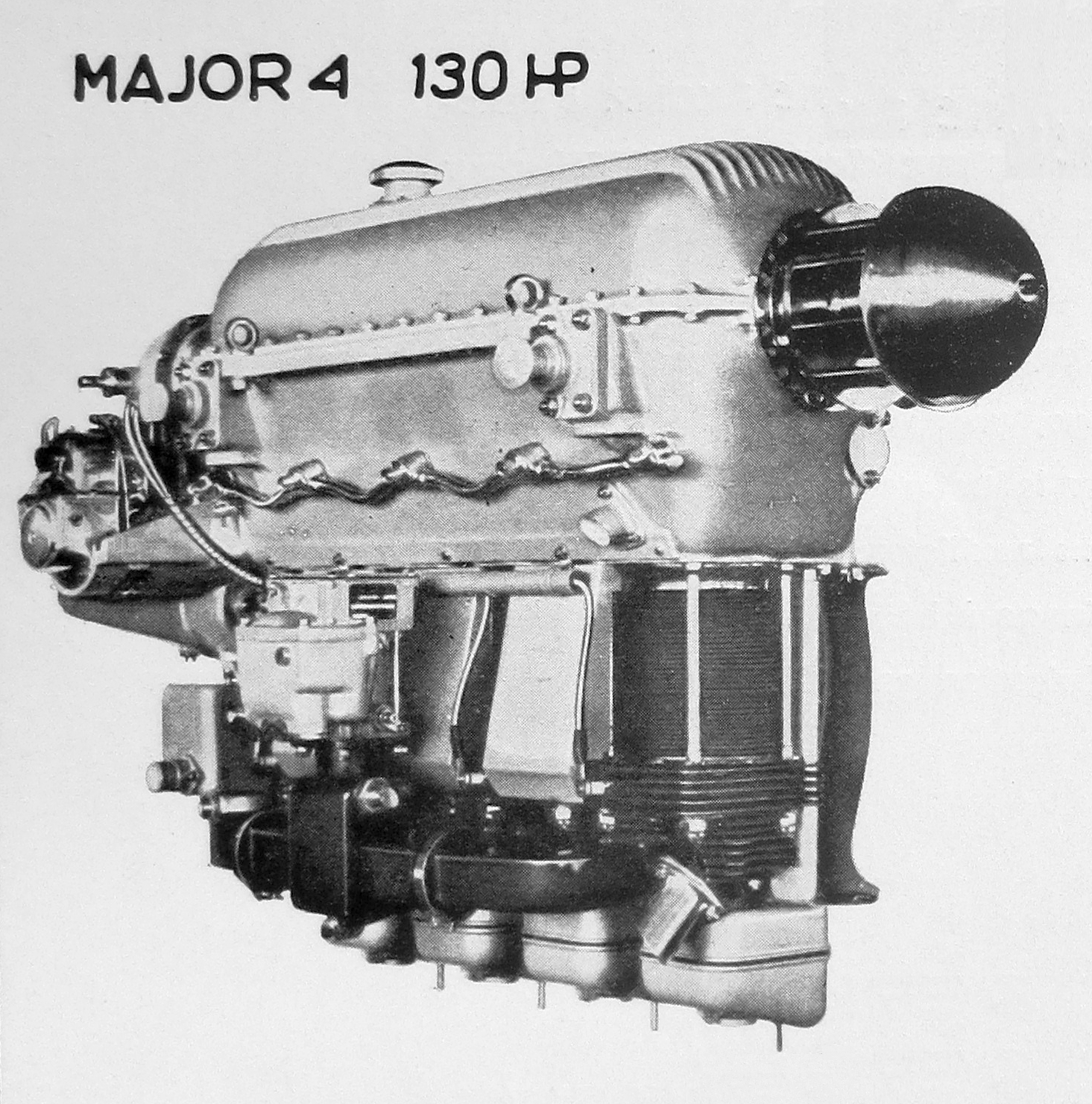
Walter Major 4

## Vznik a vývoj
Letadlo bylo navrženo třemi mladými studenty v akademickém roce 1935/36 na Lvovské technické univerzitě („Polytechnika“). Designéři původně plánovali postavit jedno letadlo (označené jako NPR-1, podle iniciál členů konstrukčního týmu), ale v roce 1937 se továrna PWS začala o tento návrh zajímat. S ohledem na zájem vojenského letectva o cvičná letadla této třídy byli v lednu 1937 všichni tři zaměstnáni v PWS, aby projekt letadla dokončili a uvedli ho do sériové výroby v podmínkách PWS. Ogar se zdál pro roli cvičného letadla pro pokračovací výcvik ideálním strojem.
Prototyp byl dokončen v roce 1937 a na začátku roku 1938 podstoupil statické testy. V létě 1938 byl úspěšně zalétán Stanisławem Szubkou. První prototyp, vybavený motorem de Havilland Gipsy Major byl těžší, než se očekávalo, a i proto letadlo nedosahovalo očekávaných letových vlastností (směrová stabilita, nesprávné chování ve vývrtce). Během továrních zkoušek byly provedeny i srovnávací lety s továrnou zakoupeným německým letounem Bücker Bü-133 Jungmeister (ïmatrikulace SP-BDG) stejné třídy. Do konce léta byl vyroben druhý prototyp se zvětšenou SOP a silnějším licenčním motorem Walter Major 4 (PZInż. Major 4). Letoun s novým motorem byl dokončen a poslán do leteckého institutu ITL (Instytut Badaň Technicznych Lotnictwa) ve Varšavě k dalším testům. Po těchto zkouškách ing. Michał Rosnowski připravil leteckou dokumentaci pro sériovou výrobu v druhé polovině roku 1938. Zahájení sériové výroby bylo naplánováno na konec roku 1938, ale problémy s vyšší hmotností a vyvážením odložily zahájení sériové výroby až na rok 1939. Sériová verze obdržela označení PWS-36 „Ogar“.
Zpočátku si polské vojenské letectvo objednalo 150 letounů, ale 22. března 1939 byl počet snížen na 50. V červenci 1939 byla zahájena výroba první série, která čítala 17 letadel. Všechna letadla měla být předána počátkem roku 1940 s tím, dodání prvních kusů se očekávalo v druhé polovině října 1939. Po vypuknutí války 1. září 1939 byla výroba zastavena a rozpracované draky letounů byly zničeny. Šestnáct dní poté, co nacistické Německo zaútočilo na Polsko ze západu, provedl Sovětský svaz útok z východu. Invaze skončila 6. října rozdělením území Polska mezi Německo a Sovětský svaz a zánikem Druhé Polské republiky. Celá oblast Biale Podlasky a Lublinského vojvodství byla obsazena Sovětským svazem (1939–1941) a nacistickým Německem (1941–1944).

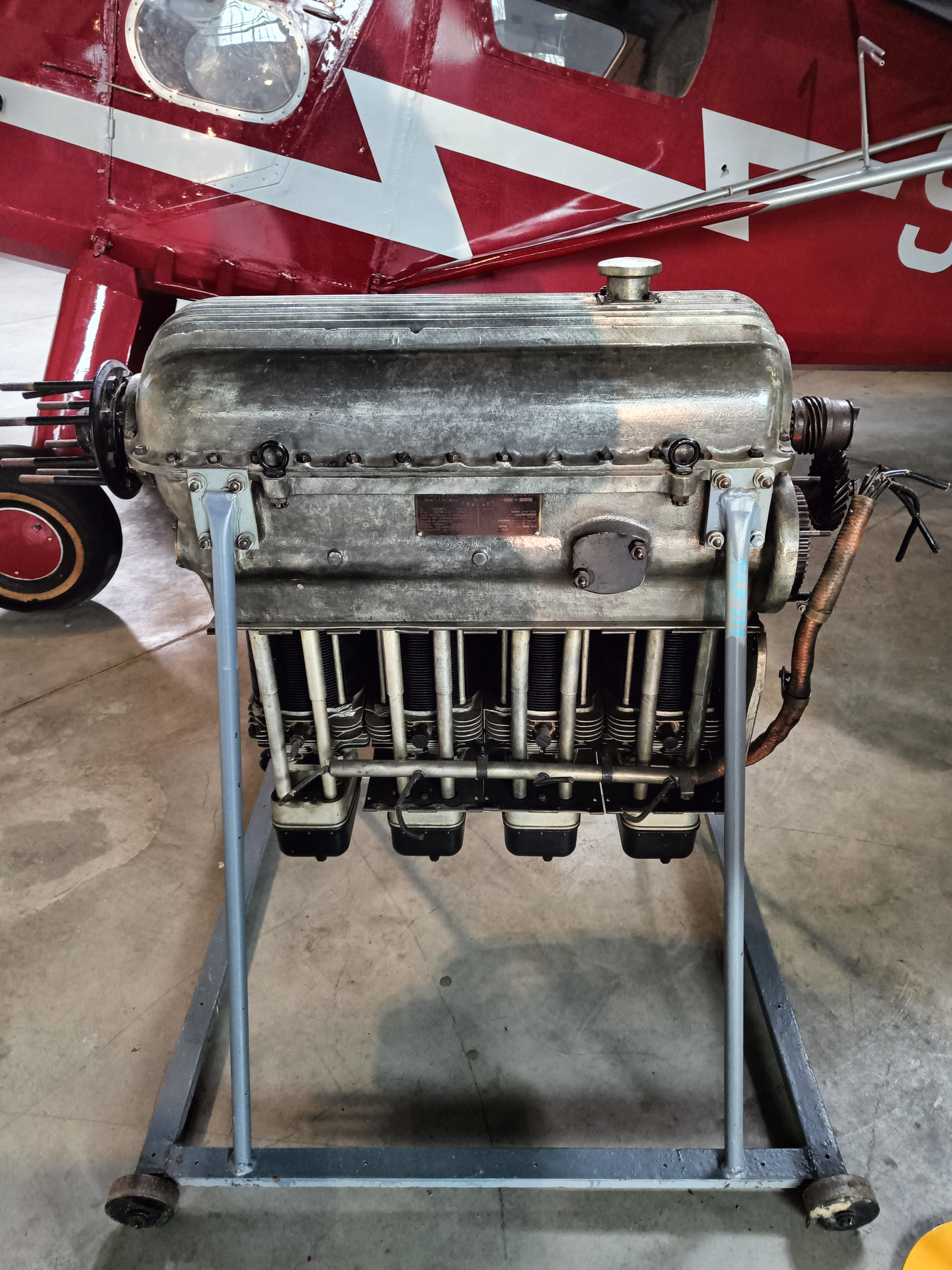
PZInż. Major 4

## Popis
PWS-35 "Ogar" byl dvoumístný cvičný a akrobatický letoun. Dvouplošník byl smíšené konstrukce z dřeva a oceli s klasickým pevným podvozkem. Trup obdélníkového průřezu byl svařen z trubek z chrom-molybdenové oceli. Přední, motorová část byla pokryta duralovým plechem, zbytek trupu byl pokryt překližkou. Konec trupu byl vyroben ze dřeva pokrytého překližkou. Ocas letounu byl klasického typu s vyztuženými vodorovnými plochami pokrytými překližkou, zatímco kormidlo bylo pokryto plátnem.
Tento dvouplošník měl dolní křídlo menší než horní a navzájem proti sobě byla posunuta. Obě křídla, pokrytá látkou a překližkou na dřevěných lamelách, byla rozepřena vzpěrami ve tvaru písmene N a nad trupem připojena k hornímu křídlu příhradovým nosníkem. Podvozek byl klasický, pevný a vzadu s ostruhou. Přední kola byla obuta pneumatikami Dunlop a kryta aerodynamickou kapotáží.
Dvoumístný stroj měl dva kokpity v tandemovém uspořádání, přední pro pilota a zadní pro instruktora nebo spolucestujícího. Kokpity byly vybaveny odpovídajícím přístrojovým vybavením a dvojím ovládáním.
Pohon byl svěřen motoru PZInż Major 4 B, polské verzi postavené na základě licence československého Walter Major 4, čtyřválcového, řadového vzduchem chlazeného invertního motoru, dodávajícího 130 koní a pohánějícího dvoulistou vrtuli Szomański.

## Použití
Při zalétání v létě 1938 Stanisławem Szubkou byly odhaleny problémy v zatáčkách kvůli nedostatečné směrové stabilitě. Kromě toho prázdná hmotnost byla o 140 kg vyšší, než se očekávalo. Inženýr Michał Rosnowski byl již pověřen přípravou technické dokumentace týkající se sériové výroby letounů PWS-33 (se stejným motorem) a PWS-35, proto se na úpravách nepodílel. Letoun byl tedy upraven v ITL, úpravy se týkaly zvláště ocasních ploch (SOP). Takto upraven byl připraven v prosinci téhož roku a byl podroben dalším testům, které přinesly pozitivní výsledky.
První prototyp byl poskytnut letectvu jako kurýrní, spojovací letoun, ale krátce nato byl zničen poblíž Lubartówa, 25 km severně od Lublinu. Druhý prototyp, který byl v září 1939 stále v ITL, byl zničen během náletu Luftwaffe na varšavské letiště Okęcie.

## Varianty
- PWS-35 / I – První prototyp s motorem de Havilland Gipsy Major
- PWS-35 / II – Druhý prototyp s motorem Walter Major 4 (PZInż. Major 4)

## Uživatelé
- Polsko
  - Polské letectvo

## Specifikace
Údaje pro prototyp podle

### Technické údaje
- Posádka: 2
- Rozpětí: 8,00 m
- Délka: 6,80 m
- Výška: 2,50 m
- Nosná plocha: 17,0 m2
- Plošné zatížení: 50,6 kg/m2
- Hmotnost prázdného letounu: 610 kg
- Celková hmotnost za letu: 860 kg
- Pohonná jednotka: 2 × použit invertní vzduchem chlazený čtyřválcový řadový motor
- Výkony:
  - de Havilland Gipsy Major o nominálním výkonu 122 k (90 kW) při 2100 ot/min a vzletovém výkonu 130 k (95,6 kW) při 2400 ot/min
  - Walter Major 4 (PZInż. Major) o nominálním výkonu 120 k (88,3 kW) při 2100 ot/min a vzletovém výkonu 130 k (95,6 kW) při 2350 ot/min
- Vrtule: dvoulistá, dřevěná s pevným nastavením

### Výkony
- Maximální rychlost: 200 km/h
- Cestovní rychlost: 170 km/h
- Minimální rychlost: 80 km/h
- Dolet: 500 km
- Dostup: 3 500 m
- Stoupavost: 3 m/s